# Giacomo Carlini
Giacomo Carlini (Genova, 2 agosto 1904 – Genova, 2 marzo 1963) è stato un ostacolista, velocista e multiplista italiano.

## Biografia
Prese parte ai Giochi olimpici di Amsterdam 1928, dove non raggiunse la finale né nei 110 metri ostacoli, né nella staffetta 4×400 metri, corsa con Luigi Facelli, Guido Cominotto ed Ettore Tavernari.
Partecipò anche ai Giochi di Los Angeles 1932, dove si piazzò al sesto posto nella staffetta 4×400 metri insieme a Giovanni Turba, Mario De Negri e Luigi Facelli.
Con Angelo Ferrario, Ettore Tavernari e Mario Rabaglino conquistò il quarto posto nella staffetta 4×400 metri ai campionati europei di Torino 1934.

## Record nazionali
- 110 hs: 15"1/5 ( Bologna, 14 luglio 1929)
- 110 hs: 15"0 ( Genova, 26 ottobre 1930)
- 400 m piani: 48"3/5 ( Parigi, 13 luglio 1930)
- Decathlon: 7237,55 pt ( Genova, 14 luglio 1929)

## Palmarès
| Anno | Manifestazione  | Sede        | Evento                | Risultato     | Prestazione | Note |
| ---- | --------------- | ----------- | --------------------- | ------------- | ----------- | ---- |
| 1928 | Giochi olimpici | Amsterdam   | 110 metri ostacoli    | elim. qualif. | 15"9        |      |
| 1928 | Giochi olimpici | Amsterdam   | Staffetta 4×400 metri | elim. qualif. | 3'22"6      |      |
| 1932 | Giochi olimpici | Los Angeles | Staffetta 4×400 metri | 6º            | 3'17"8      |      |
| 1934 | Europei         | Torino      | Staffetta 4×400 metri | 4º            | n/d         |      |

## Campionati nazionali
- 1 volta campione italiano assoluto nei 400 m piani (1933)
- 3 volte campione italiano assoluto nei 110 m ostacoli (1927, 1928 e 1929)
- 2 volte campione italiano assoluto nella staffetta 4 × 400 m (1927 e 1928)
- 6 volte campione italiano assoluto nel pentathlon (1925, 1926, 1927, 1928, 1929 e 1930)
- 2 volte campione italiano assoluto nel decathlon (1927 e 1930)

1925
- Oro ai campionati italiani assoluti, pentathlon - 7 p. (=3046,970 p.)

1926
- Oro ai campionati italiani assoluti, pentathlon - 7 p. (=3229,687 p.)

1927
- Oro ai campionati italiani assoluti, 110 m hs - 16"2/5
- Oro ai campionati italiani assoluti, staffetta 4 × 400 m - 3'27"0 (con Guido Cominotto, Giovanni Garaventa e Alfredo Gargiullo)
- Oro ai campionati italiani assoluti, pentathlon - 5 p. (=3359,700 p.)
- Oro ai campionati italiani assoluti, decathlon - 6565,470 p.

1928
- Oro ai campionati italiani assoluti, 110 m hs - 16"0
- Oro ai campionati italiani assoluti, staffetta 4 × 400 m - 3'27"0 (con Guido Cominotto, Giovanni Garaventa e Ugo Vianello)
- Oro ai campionati italiani assoluti, pentathlon - 3342,420 p.

1929
- Oro ai campionati italiani assoluti, 110 m hs - 15"2/5
- Oro ai campionati italiani assoluti, pentathlon - 3124,825 p.

1930
- Oro ai campionati italiani assoluti, pentathlon - 3616,180 p.
- Oro ai campionati italiani assoluti, decathlon - 7237,550 p.

1933
- Oro ai campionati italiani assoluti, 400 m piani - 49"3/5